# INTEGRAL
INTEGRAL (ang. International Gamma Ray Astrophysics Laboratory) – sztuczny satelita służący do obserwacji źródeł promieniowania gamma we Wszechświecie. Jest misją Europejskiej Agencji Kosmicznej (ESA) w kooperacji z Rosją i Stanami Zjednoczonymi.
INTEGRAL został wystrzelony 17 października 2002 r. z kosmodromu Bajkonur w Kazachstanie za pomocą rakiety nośnej Proton K Blok-DM2. Został umieszczony na orbicie eliptycznej o bardzo dużej ekscentryczności (w apogeum sonda znajdowała się w odległości 153 000 km od Ziemi, natomiast w perygeum jedynie 690 km) i okresie 66 godzin. Seria manewrów korekcyjnych wykonanych przez silnik satelity podniosła perygeum do 9000 km, a okres obiegu Ziemi wzrósł do 72 godzin. W końcowej fazie misji perygeum orbity się obniża, w wyniku czego satelita raz na 3 dni będzie przechodził przez wewnętrzny pas Van Allena i nie wiadomo jak wpłynie to na jego pracę.
Zakładany czas misji wynosił 2 lata z możliwością przedłużenia o kolejne 5. Jednak według obecnych założeń ESA misja potrwa do końca 2018 roku.

## Budowa i wyposażenie
Do budowy satelity wykorzystano moduł (bus) opracowany dla sondy XMM-Newton. Kosmiczne obserwatorium podczas startu ważyło ok. 4000 kg (sam satelita bez paliwa waży 3500 kg). Rozpiętość paneli ogniw słonecznych wynosi 16 m.
Najważniejsze instrumenty naukowe w jakie wyposażono satelitę to:
- spektrometr SPI (Spectrometer on INTEGRAL) – służący do punktowej obserwacji widma spektralnego źródeł promieniowania gamma dostarczony przez francuską firmę CESR
- teleskop IBIS czuły na energię w zakresie 15 keV – 10 MeV
- JEM-X (Joint European X-Ray Monitor) – monitor promieniowania rentgenowskiego w zakresie energii 3 – 35 keV
- OMC (Optical Monitoring Camera) – optyczna kamera monitorująca

Swój wkład w misję INTEGRAL-a ma również Polska – Centrum Badań Kosmicznych PAN zbudowało blok elektroniki VEB teleskopu IBIS oraz dostarczyło pakiety oprogramowania teleskopu JEM-X i spektrometru gamma SPI.